# Elecciones municipales de La Matanza de 2019
Las elecciones en el partido de La Matanza de 2019 se realizaron el 27 de octubre junto con las elecciones nacionales y provinciales. Ese día se eligieron intendente, concejales y consejeros escolares. Estuvieron habilitados para votar 1.117.152 matanceros en 3.093 mesas.
Los candidatos surgieron de elecciones primarias abiertas, simultáneas y obligatorias (PASO) que se realizaron el 11 de agosto.

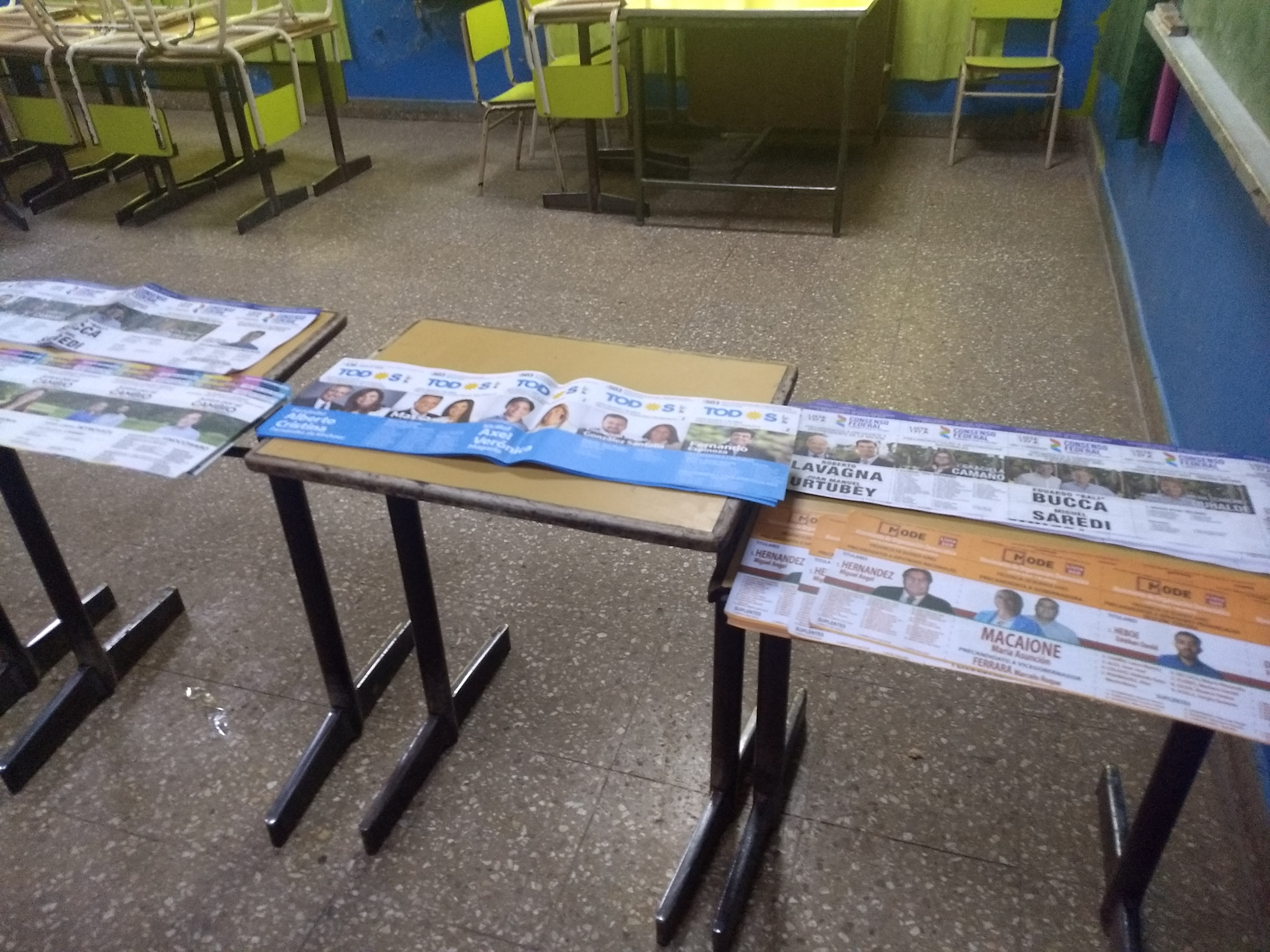
Boletas en un cuarto oscuro de La Matanza durante las elecciones primarias de 2019.

## Contexto
El Partido Justicialista gobierna el municipio desde el regreso de la democracia en 1983. Las únicas elecciones que perdió en este periodo fueron las legislativas de 1985. En 2015 fue elegida intendenta Verónica Magario, la primera mujer en gobernar el partido, con el 47,74 % de los votos. En 2017, bajo el nombre de Unidad Ciudadana, el peronismo volvió a ganar en el municipio en la categoría de concejales y consejeros escolares, con el 50,02 % de los votos. Magario decidió no presentarse para una reelección, en cambio decidiendo postularse como precandidata a vicegobernadora de la provincia de Buenos Aires.
Desde la implantación de las PASO en 2011, las primarias fueron las de menor cantidad de precandidatos a intendente, con 12 postulantes. Solo dos fuerzas dirimieron candidatos en internas: Consenso Federal y Dignidad Popular.

## Renovación del Concejo Deliberante
En los comicios se renovó la mitad del Concejo Deliberante, que cuenta con 24 bancas:
| Bloque | Bloque                | Bancas a renovar | Bancas a renovar |
| ------ | --------------------- | ---------------- | ---------------- |
|        | Partido Justicialista | 6                |                  |
|        | Nueva Dirigencia      | 2                |                  |
|        | Cambiemos             | 2                |                  |
|        | Frente Renovador      | 1                |                  |
|        | Red por Argentina     | 1                |                  |
| Total  | Total                 | 12               |                  |

Con los resultados de las elecciones primarias de agosto, se calculó que el Frente de Todos se quedaría con nueve bancas y Juntos por el Cambio con las restantes tres de las doce en juego, lo que se confirmó tras resultados similares en las elecciones generales de octubre.
Juntos por el Cambio estuvo cerca de quedarse con cuatro concejales en lugar de tres y arrebatarle uno al Frente de Todos, por una diferencia de 104 votos.
Tras las elecciones se conformó un solo bloque de 17 concejales del Frente de Todos, con la fusión de los provenientes del oficialismo municipal del PJ, de Red por Argentina y del Frente Renovador, al cual se sumó una concejal más con la disolución del bloque Nueva Dirigencia.
| Bloque | Bloque               | Bancas obtenidas | Bancas totales |
| ------ | -------------------- | ---------------- | -------------- |
|        | Frente de Todos      | 9                | 18             |
|        | Juntos por el Cambio | 3                | 5              |
|        | Partido Federal      | —                | 1              |
| Total  | Total                | 12               | 24             |

## Elecciones generales

### Candidatos a intendente
| Logo | Logo                 | Partido / Coalición                            | Partidos en la coalición | Candidato a intendente | Candidato a intendente    | Candidato a intendente |
| --- | -------------------- | ---------------------------------------------- | --- | ---------------------- | ------------------------- | ---------------------- |
| | Frente de Todos logo | Frente de Todos                                | Ver partidos: - Partido de la Victoria - Frente Renovador - Frente Grande - Encuentro por la Democracia y la Equidad - Kolina - Política Abierta para la Integridad Social - Partido Comunista Partido del Trabajo y del Pueblo - Compromiso Federal - Partido de la Cultura, la Educación y el Trabajo - Corriente de Pensamiento Bonaerense - Partido Nuevo Buenos Aires - Partido Izquierda Popular - Partido Solidario |                        | Fernando Espinoza         |                        |
| - Diputado nacional (2017-2019) - Intendente de La Matanza (2005-2015)                                                                               | Frente de Todos logo | Frente de Todos                                | Ver partidos: - Partido de la Victoria - Frente Renovador - Frente Grande - Encuentro por la Democracia y la Equidad - Kolina - Política Abierta para la Integridad Social - Partido Comunista Partido del Trabajo y del Pueblo - Compromiso Federal - Partido de la Cultura, la Educación y el Trabajo - Corriente de Pensamiento Bonaerense - Partido Nuevo Buenos Aires - Partido Izquierda Popular - Partido Solidario |                        |                           |                        |
| |                      | Juntos por el Cambio                           | Ver partidos: - Unión Cívica Radical - Propuesta Republicana - Partido Demócrata Progresista - Partido Fe - Coalición Cívica ARI - Propuesta Federal para el Cambio - Partido del Diálogo - Partido Integrar |                        | Alejandro Finocchiaro     | Alejandro Finocchiaro  |
| - Ministro de Educación, Cultura, Ciencia y Tecnología de la Nación Argentina (2018-2019) - Ministro de Educación de la Nación Argentina (2017-2018) |                      | Juntos por el Cambio                           | Ver partidos: - Unión Cívica Radical - Propuesta Republicana - Partido Demócrata Progresista - Partido Fe - Coalición Cívica ARI - Propuesta Federal para el Cambio - Partido del Diálogo - Partido Integrar |                        |                           |                        |
| |                      | Consenso Federal                               | Ver partidos: - Partido GEN - Unión Popular - Unión Popular - Tercera Posición - Partido Federal - Partido Socialista - Movimiento Libres del Sur |                        | Juan Carlos Costieri      |                        |
| - Empresario de reciclado |                      | Consenso Federal                               | Ver partidos: - Partido GEN - Unión Popular - Unión Popular - Tercera Posición - Partido Federal - Partido Socialista - Movimiento Libres del Sur |                        |                           |                        |
| |                      | Frente de Izquierda y de Trabajadores - Unidad | Ver partidos: - Partido del Obrero - Partido de Trabajadores por el Socialismo - Izquierda por una Opción Socialista - Nueva Izquierda - Partido Izquierda Popular |                        | Nathalia González Seligra |                        |
| - Diputada nacional (2017-2019) |                      | Frente de Izquierda y de Trabajadores - Unidad | Ver partidos: - Partido del Obrero - Partido de Trabajadores por el Socialismo - Izquierda por una Opción Socialista - Nueva Izquierda - Partido Izquierda Popular |                        |                           |                        |
| |                      | Frente NOS                                     | Ver partidos: - Partido Conservador Popular - Valores para mi País - Unión por Todos |                        | Raúl Fabián Martínez      | Raúl Fabián Martínez   |
| |                      |                                                | Ver partidos: - Partido Conservador Popular - Valores para mi País - Unión por Todos |                        |                           |                        |

### Resultados
Con un porcentaje similar al de las primarias de agosto, el Frente de Todos se impuso con el 64,18 % de los votos, a 39 puntos de diferencia de la segunda fuerza. Fernando Espinoza fue elegido intendente con la cifra más alta en La Matanza desde 1973, cuando Francisco Larraza (FREJULI) fue elegido con el 69 % de los votos.
Resultados según el escrutinio definitivo:
| Partido/Alianza                   | Partido/Alianza                              | Candidato a intendente    | Votos     | % (de votos positivos) |
| --------------------------------- | -------------------------------------------- | ------------------------- | --------- | ---------------------- |
|                                   | Frente de Todos                              | Fernando Espinoza         | 531.031   | 64,18                  |
|                                   | Juntos por el Cambio                         | Alejandro Finocchiaro     | 206.745   | 24,99                  |
|                                   | Consenso Federal                             | Juan Carlos Costieri      | 44.365    | 5,36                   |
|                                   | Frente de Izquierda y de Trabajadores-Unidad | Nathalia González Seligra | 30.734    | 3,71                   |
|                                   | Frente NOS                                   | Raúl Fabián Martínez      | 14.493    | 1,75                   |
| Votos positivos                   | Votos positivos                              | Votos positivos           | 827.368   | 95,05                  |
| Votos en blanco                   | Votos en blanco                              | Votos en blanco           | 37.737    | 4,34                   |
| Votos válidos                     | Votos válidos                                | Votos válidos             | 865.105   |                        |
| Votos nulos                       | Votos nulos                                  | Votos nulos               | 5.320     | 0,61                   |
| Participación                     | Participación                                | Participación             | 870.425   | 77,91                  |
| Electores habilitados             | Electores habilitados                        | Electores habilitados     | 1.117.152 |                        |
| Fuente: juntaelectoral.gba.gov.ar |                                              |                           |           |                        |

## Elecciones primarias
Las elecciones primarias, abiertas, simultáneas y obligatorias (PASO) se realizaron el 11 de agosto de 2019. Para que una lista de precandidatos en la categoría de intendente, concejales y consejeros escolares participara de las elecciones generales del 27 de octubre, su partido o frente debió alcanzar al menos el 1,5 % de los votos positivos emitidos para dicha categoría y además ser la lista ganadora en la interna de su partido.

### Precandidatos a intendente[13]
|                                                                        | |                           |                                                   |                                     |                                         |
|                                                                        | |                           |                                                   |                                     |                                         |
| Fernando Espinoza                                                      | Alejandro Finocchiaro | Juan Carlos Costieri      | Arturo Ter Akopian                                | Nathalia González Seligra           | Corina Aguirre                          |
|                                                                        | |                           |                                                   |                                     |                                         |
| - Diputado nacional (2017-2019) - Intendente de La Matanza (2005-2015) | - Ministro de Educación, Cultura, Ciencia y Tecnología de la Nación Argentina (2018-2019) - Ministro de Educación de la Nación Argentina (2017-2018) | - Empresario de reciclado | - Presidente de la Casa de Auxilio de Ramos Mejía | - Diputada nacional (2017-2019)     | - Estudiante de profesorado de Historia |
|                                                                        | |                           |                                                   |                                     |                                         |
| Referencias:                                                           | Referencias: | Referencias:              | Referencias:                                      | Referencias:                        | Referencias:                            |
|                                                                        | |                           |                                                   |                                     |                                         |
|                                                                        | |                           |                                                   | Movimiento Organización Democrática | Partido Renovador Federal               |
|                                                                        | |                           |                                                   |                                     | Partido Renovador Federal               |
| Sandra Lombardo                                                        | Sergio Lovera | Miguel Márquez            | Fabián Martínez                                   | Francisco de Luca                   | Jorge Marcelo Ocampos                   |
|                                                                        | |                           |                                                   |                                     |                                         |
| Referencias:                                                           | Referencias: | Referencias:              | Referencias:                                      | Referencias:                        | Referencias:                            |

### Resultados
De los 26 circuitos electorales de La Matanza, en las primarias el Frente de Todos se impuso en 25, con la excepción del correspondiente a la zona céntrica de Ramos Mejía, donde se impuso Juntos por el Cambio, en la categoría para presidente, siendo los resultados similares para las demás categorías. En la zona sur del partido, el Frente de Todos se impuso por cifras mayores al 67 % de los votos en la categoría para presidente. En el primer cordón, el lindero con la Ciudad de Buenos Aires, el Frente de Todos mejoró su desempeño comparado con el del Frente para la Victoria y Unidad Ciudadana en las elecciones de 2015 y 2017 respectivamente, en las que había avanzado Cambiemos.
Resultados según el escrutinio definitivo:
     Habilitado para las elecciones generales
| Partido/Alianza                   | Partido/Alianza                              | Precandidato a intendente | Interna               | Interna               | Partido   | Partido                |
| Partido/Alianza                   | Partido/Alianza                              | Precandidato a intendente | Votos                 | %                     | Votos     | % (de votos positivos) |
| --------------------------------- | -------------------------------------------- | ------------------------- | --------------------- | --------------------- | --------- | ---------------------- |
|                                   | Frente de Todos                              | Fernando Espinoza         | 499.595               | 100                   | 499.595   | 64,48                  |
|                                   | Juntos por el Cambio                         | Alejandro Finocchiaro     | 168.872               | 100                   | 168.872   | 21,80                  |
|                                   | Consenso Federal                             | Juan Carlos Costieri      | 26.464                | 55,14                 | 47.995    | 6,19                   |
| Arturo Ter Akopian                | Consenso Federal                             | 21.531                    | 44,86                 |                       | 47.995    | 6,19                   |
|                                   | Frente de Izquierda y de Trabajadores-Unidad | Nathalia González Seligra | 32.052                | 100                   | 32.052    | 4,14                   |
|                                   | Frente NOS                                   | Fabián Martínez           | 14.832                | 100                   | 14.832    | 1,91                   |
|                                   | Movimiento de Avanzada Socialista            | Corina Aguirre            | 5.412                 | 100                   | 5.412     | 0,70                   |
|                                   | Frente Patriota                              | Miguel Márquez            | 2.158                 | 100                   | 2.158     | 0,28                   |
|                                   | Partido Dignidad Popular                     | Sandra Lombardo           | 1.187                 | 58,79                 | 2.019     | 0,26                   |
| Sergio Lovera                     | Partido Dignidad Popular                     | 832                       | 41,21                 |                       | 2.019     | 0,26                   |
|                                   | Partido Renovador Federal                    | Jorge Ocampos             | 984                   | 100                   | 984       | 0,13                   |
|                                   | Movimiento Organización Democrática          | Francisco de Luca         | 898                   | 100                   | 898       | 0,12                   |
| Votos positivos                   | Votos positivos                              | Votos positivos           | Votos positivos       | Votos positivos       | 774.817   | 93,36                  |
| Votos en blanco                   | Votos en blanco                              | Votos en blanco           | Votos en blanco       | Votos en blanco       | 50.517    | 6,09                   |
| Votos válidos                     | Votos válidos                                | Votos válidos             | Votos válidos         | Votos válidos         | 825.334   |                        |
| Votos nulos                       | Votos nulos                                  | Votos nulos               | Votos nulos           | Votos nulos           | 4.610     | 0,56                   |
| Participación                     | Participación                                | Participación             | Participación         | Participación         | 829.944   | 74,29                  |
| Electores habilitados             | Electores habilitados                        | Electores habilitados     | Electores habilitados | Electores habilitados | 1.117.152 |                        |
| Fuente: juntaelectoral.gba.gov.ar |                                              |                           |                       |                       |           |                        |

## Encuestas de intención de voto

### Intendente (primarias)
| Fecha y método de relevamiento | Encuestadora         | Fernando Espinoza | Alejandro Finocchiaro | Heraldo Cayuqueo | Arturo Ter Akopian | Juan Carlos Costieri | En blanco | Ns/Nc/Otros |
| ------------------------------ | -------------------- | ----------------- | --------------------- | ---------------- | ------------------ | -------------------- | --------- | ----------- |
| 22/07/19 - 24/07/19 (en línea) | Clivajes Consultores | 59,82%            | 17,72%                | 3,95%            | 2,52%              | 0,85%                | 5,32%     | 9,82%       |